# Belmont-de-la-Loire
Belmont-de-la-Loire ist eine französische Gemeinde mit 1.429 Einwohnern (Stand: 1. Januar 2022) im Département Loire in der Region Auvergne-Rhône-Alpes. Sie gehört zum Arrondissement Roanne und zum Kanton Charlieu. Die Einwohner werden Belmontais genannt.

## Geografie
Die Gemeinde Belmont-de-la-Loire liegt etwa 20 Kilometer nordöstlich von Roanne. Belmont-de-la-Loire grenzt im Norden an das Département Saône-et-Loire und im Süden an das Département Rhône. Umgeben wird Belmont-de-la-Loire von den Nachbargemeinden Chauffailles im Norden, Saint-Germain-la-Montagne im Nordosten, Belleroche im Osten, Ranchal im Südosten, Cours im Süden, Écoche im Westen sowie Saint-Igny-de-Roche im Nordwesten.

## Bevölkerungsentwicklung
| Jahr                       | 1962 | 1968 | 1975 | 1982 | 1990 | 1999 | 2006 | 2012 | 2022 |
| Einwohner                  | 1822 | 1659 | 1653 | 1567 | 1528 | 1501 | 1515 | 1567 | 1429 |
| Quellen: Cassini und INSEE |      |      |      |      |      |      |      |      |      |

## Sehenswürdigkeiten

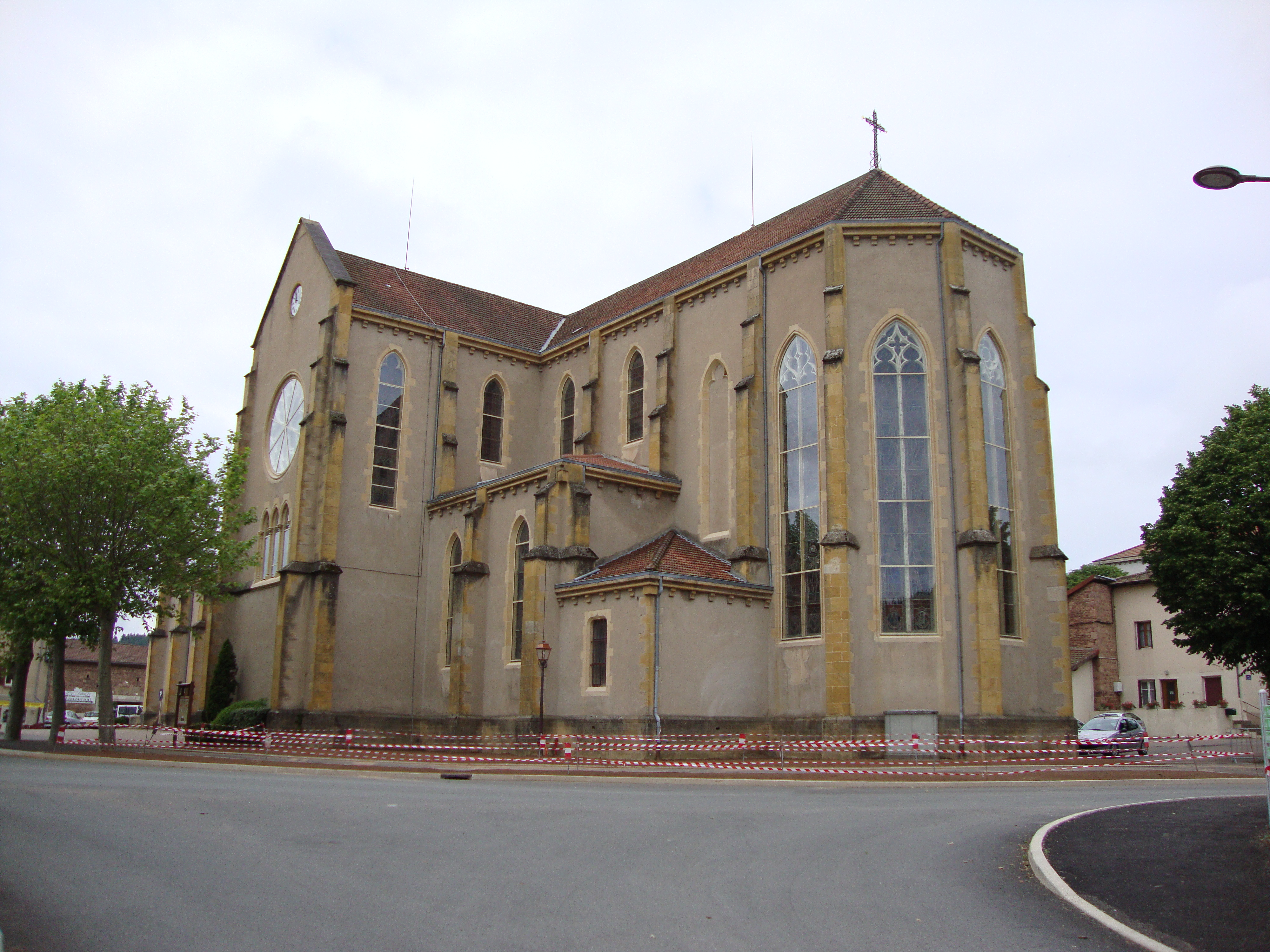
Kirche Saint-Christophe
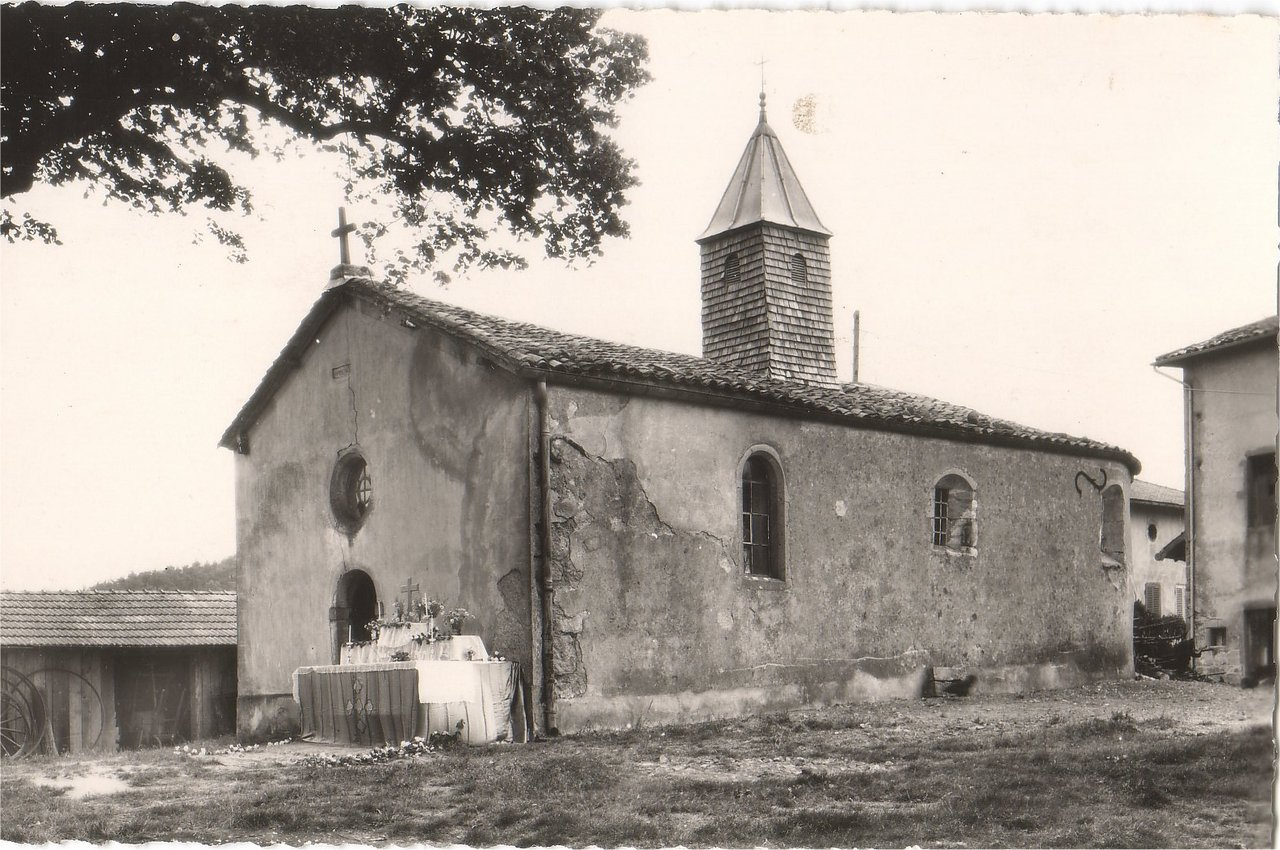
Kapelle Saint-Claude
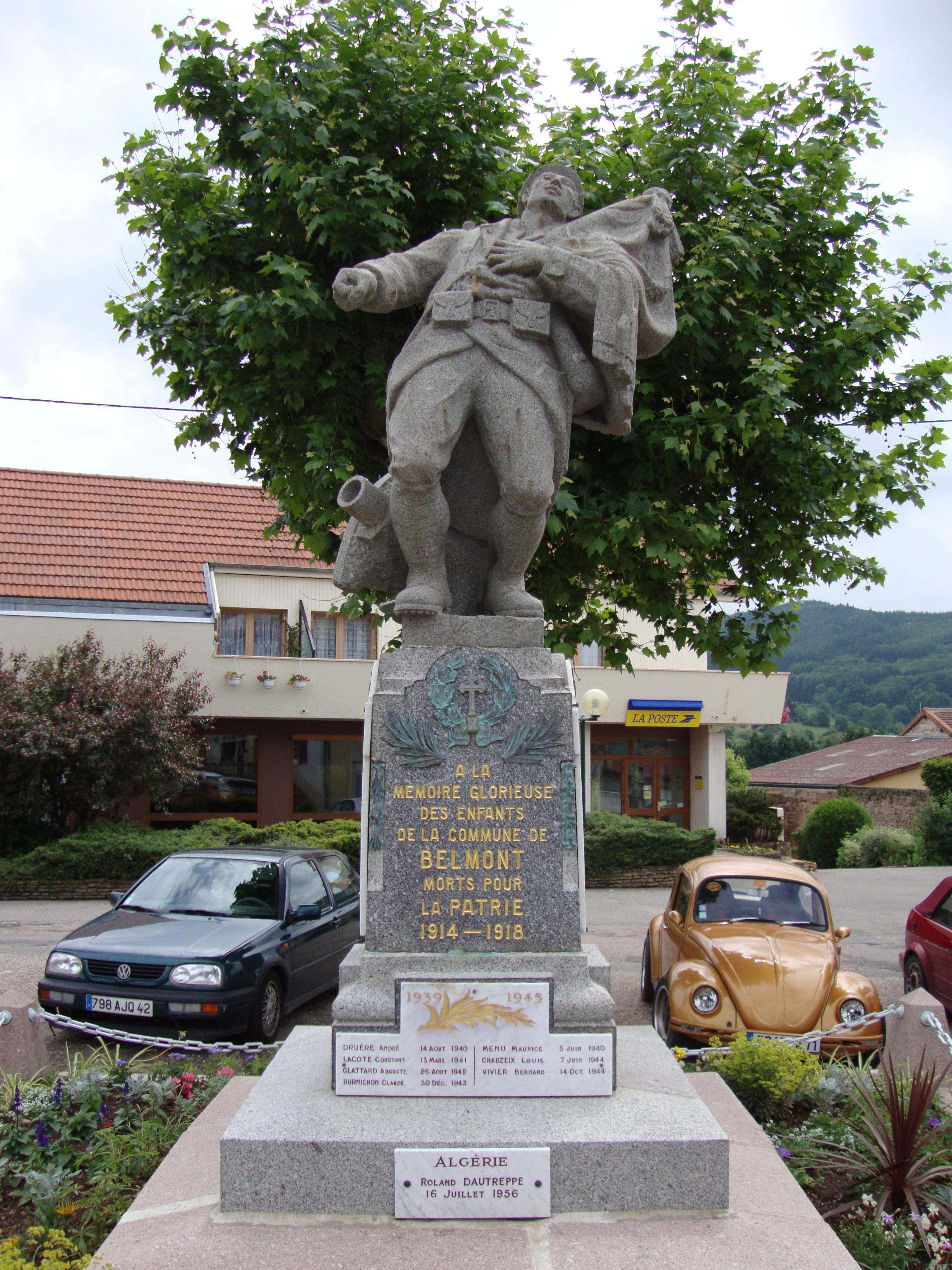
Gefallenendenkmal

- Kirche Saint-Christophe
- Kapelle Saint-
- Gefallenendenkmal

## Persönlichkeiten
- Louis Augros 1898–1982, Gründungsoberer der Mission de France